# 費馬恩海峽連接路

费马恩海峡隧道

費馬恩海峽連接路（丹麥語：Femern Bælt-forbindelsen），又以屬於該道路一部分的費馬恩海峽隧道為人所知，是興建中穿越费马恩海峡连接德国费马恩岛和丹麦洛兰岛的一条海底公路铁路两用隧道，全长18.1公里，其中沉管段总长为17.6公里，最深处达40米。隧道建成后将成为世界上最长的沉管隧道，并成为欧洲大陆与斯堪的纳维亚半岛新的通道。
2013年10月，该工程确定使用沉管隧道方案代替斜拉桥方案，并于2013年12月进行了施工招标。工程将于2017年开始建设，预计2026年投入运营。隧道通车后，轮渡原本需要45分钟的路程，7分钟就可以完成，汉堡到哥本哈根的通行时间也由4个半小时缩短至3小时。未来，货运列车不必再绕行长达160多公里从大贝尔特桥跨海，而是直接从费马恩海峡隧道通行。